# Campeonato Brasileiro de Futebol de 1981 - Série B
Em 1981 foi realizada a quarta edição do Campeonato Brasileiro Série B, sendo a segunda edição da Taça de Prata, que foi disputado por 48 equipes. O Guarani foi o primeiro time paulista a conquistar a competição que dava vagas para a Taça de Ouro (equivalente a primeira divisão) do mesmo ano, no qual subiram Palmeiras, Bahia, Náutico e Uberaba. A artilharia ficou por conta de Jorge Mendonça, com 11 gols marcados. A decisão aconteceu no dia 21 de março, entre Associação Atlética Anapolina e Guarani Futebol Clube no Estádio Jonas Duarte, em Anápolis, Goiás.

## A competição
Na primeira metade dos Anos 80, a chamada Taça de Prata era uma espécie de divisão de acesso do futebol brasileiro. A partir de 1981, os 40 clubes que disputavam a Primeira Divisão, denominada Taça de Ouro, eram determinados da seguinte forma: 13 estados entravam com seus campeões, sete participavam com o campeão e o vice. O estado de São Paulo contava com os seis melhores classificados do Campeonato Paulista e o Rio de Janeiro, com os cinco melhores do seu estadual. As outras duas vagas eram ocupadas pelos campeão e vice do ano anterior da Taça de Ouro. A Taça de Prata era justamente a competição destinada às equipes que não conseguiam se classificar à Taça de Ouro, mas contava com um regulamento que previa o acesso, no mesmo ano, para a Primeira Divisão, das equipes com melhor campanha.
Primeira edição da Série B a contar com a participação de um dos 12 "grandes" (Palmeiras) e primeira edição da Série B a premiar como campeão um time que já havia vencido a Série A (Guarani, campeão brasileiro de 1978). 

## Regulamento
Primeira Fase
Os 48 clubes participantes foram divididos em 6 grupos, com 8 clubes cada. Estes se enfrentaram em partidas de mão única (apenas ida) com os dois maiores pontuadores de cada grupo avançando (12 no total).
Segunda Fase
Os 12 clubes previamente qualificados foram divididos em 4 grupos de 3 clubes, cada. Os jogos foram disputados em duas mãos(ida e volta). Os maiores pontuadores de cada grupo conseguem qualificação para disputar a Segunda Fase da Série A de 1981(Assim como em 1980, 4 clubes conseguem o "acesso"). Os segundos colocados seguem para as Semifinais.
Semifinais e Finais
As semifinais foram disputadas em partidas de ida e volta com os vencedores decidindo o campeonato no mesmo sistema de ida e volta.

## Participantes
| Clube               | Cidade                | UF                        | Part. |
| ------------------- | --------------------- | ------------------------- | ----- |
| ABC                 | Natal                 | Rio Grande do Norte       | 3ª    |
| América-MG          | Belo Horizonte        | Minas Gerais              | 2ª    |
| América-PE          | Recife                | Pernambuco                | 2ª    |
| América-RJ          | Rio de Janeiro        | Rio de Janeiro            | 2ª    |
| América-SJRP        | São José do Rio Preto | São Paulo                 | 1ª    |
| Americano           | Campos dos Goytacazes | Rio de Janeiro            | 2ª    |
| Anapolina           | Anápolis              | Goiás                     | 2ª    |
| Anápolis            | Anápolis              | Goiás                     | 1ª    |
| ASA                 | Arapiraca             | Alagoas                   | 2ª    |
| Atlético Goianiense | Goiânia               | Goiás                     | 1ª    |
| Bahia               | Salvador              | Bahia                     | 1ª    |
| Botafogo-SP         | Ribeirão Preto        | São Paulo                 | 2ª    |
| Botafogo-PB         | João Pessoa           | Paraíba                   | 2ª    |
| Campo Grande        | Rio de Janeiro        | Rio de Janeiro            | 2ª    |
| Cascavel            | Cascavel              | Paraná                    | 1ª    |
| Ceará               | Fortaleza             | Ceará                     | 1ª    |
| Central             | Caruaru               | Pernambuco                | 3ª    |
| Comercial-MS        | Campo Grande          | Mato Grosso do Sul        | 2ª    |
| Comercial-SP        | Ribeirão Preto        | São Paulo                 | 2ª    |
| Confiança           | Aracaju               | Sergipe                   | 3ª    |
| Coritiba            | Curitiba              | Paraná                    | 1ª    |
| Criciúma            | Criciúma              | Santa Catarina            | 2ª    |
| Flamengo-PI         | Teresina              | Piauí                     | 2ª    |
| Ferroviária         | Araraquara            | São Paulo                 | 2ª    |
| Gama                | Gama                  | Distrito Federal (Brasil) | 1ª    |
| Guarani             | Campinas              | São Paulo                 | 1ª    |
| Guarany             | Sobral                | Ceará                     | 3ª    |
| Internacional-SM    | Santa Maria           | Rio Grande do Sul         | 1ª    |
| Itabuna             | Itabuna               | Bahia                     | 2ª    |
| Juventus            | São Paulo             | São Paulo                 | 2ª    |
| Leônico             | Salvador              | Bahia                     | 2ª    |
| Maranhão            | São Luís              | Maranhão                  | 2ª    |
| Grêmio Maringá      | Maringá               | Paraná                    | 2ª    |
| Náutico             | Recife                | Pernambuco                | 1ª    |
| Novo Hamburgo       | Novo Hamburgo         | Rio Grande do Sul         | 2ª    |
| Palmeiras           | São Paulo             | São Paulo                 | 1ª    |
| Remo                | Belém                 | Pará                      | 2ª    |
| Rio Negro           | Manaus                | Amazonas                  | 2ª    |
| São Bento           | Sorocaba              | São Paulo                 | 1ª    |
| São Paulo-RS        | Rio Grande            | Rio Grande do Sul         | 1ª    |
| Serrano             | Petrópolis            | Rio de Janeiro            | 1ª    |
| Tiradentes          | Teresina              | Piauí                     | 2ª    |
| Treze               | Campina Grande        | Paraíba                   | 2ª    |
| Tuna Luso           | Belém                 | Pará                      | 3ª    |
| Uberaba             | Uberaba               | Minas Gerais              | 2ª    |
| União               | Rondonópolis          | Mato Grosso               | 2ª    |
| Vitória-ES          | Vitória               | Espírito Santo (estado)   | 2ª    |
| Volta Redonda       | Volta Redonda         | Rio de Janeiro            | 1ª    |

- Part. - Participações

### Por Federação
| Clubes | Federação                                            |
| ------ | ---------------------------------------------------- |
| 8      | São Paulo                                            |
| 5      | Rio de Janeiro                                       |
| 3      | Bahia, Goiás, Paraná, Pernambuco e Rio Grande do Sul |
| 2      | Ceará, Minas Gerais, Pará, Paraíba e Piauí           |
| 1      | AL, AM, DF, ES, MA, MT e MS, RN, SC e SE             |

## Primeira Fase
| Pts – Pontos; J – Jogos; V - Vitória; E - Empates; D - Derrotas; GF – gols a favor; GC – gols contra; SG – Saldo de gols |

|  | Times Classificados para a Segunda Fase |

### Grupo A
| Times | Times      | Pts | J | V | E | D | GF | GC | SG |
| ----- | ---------- | --- | - | - | - | - | -- | -- | -- |
| 1     | Remo       | 11  | 7 | 4 | 3 | 0 | 14 | 6  | +8 |
| 2     | Tuna Luso  | 9   | 7 | 4 | 1 | 2 | 8  | 6  | +2 |
| 3     | Ceará      | 9   | 7 | 3 | 3 | 1 | 13 | 8  | +5 |
| 4     | Flamengo   | 6   | 7 | 2 | 2 | 3 | 6  | 8  | -2 |
| 5     | Guarany    | 6   | 7 | 2 | 2 | 3 | 6  | 9  | 0  |
| 6     | Tiradentes | 5   | 7 | 2 | 1 | 4 | 9  | 11 | -2 |
| 7     | Maranhão   | 5   | 7 | 2 | 1 | 4 | 9  | 13 | -4 |
| 8     | Rio Negro  | 5   | 7 | 2 | 1 | 4 | 5  | 9  | -4 |

### Grupo B
| Times | Times       | Pts | J | V | E | D | GF | GC | SG |
| ----- | ----------- | --- | - | - | - | - | -- | -- | -- |
| 1     | Náutico     | 10  | 7 | 3 | 4 | 0 | 12 | 6  | +6 |
| 2     | Botafogo-PB | 9   | 7 | 3 | 3 | 1 | 10 | 7  | +3 |
| 3     | América-PE  | 9   | 7 | 3 | 3 | 1 | 6  | 5  | +1 |
| 4     | ABC         | 7   | 7 | 2 | 3 | 2 | 10 | 11 | -1 |
| 5     | Central     | 6   | 7 | 2 | 2 | 3 | 7  | 8  | -1 |
| 6     | Confiança   | 5   | 7 | 2 | 1 | 4 | 7  | 10 | -3 |
| 7     | Treze       | 5   | 7 | 2 | 1 | 4 | 6  | 9  | -3 |
| 8     | ASA         | 5   | 7 | 1 | 3 | 3 | 5  | 7  | -2 |

### Grupo C
| Times | Times               | Pts | J | V | E | D | GF | GC | SG |
| ----- | ------------------- | --- | - | - | - | - | -- | -- | -- |
| 1     | Bahia               | 10  | 7 | 5 | 0 | 2 | 13 | 7  | +6 |
| 2     | Anapolina           | 9   | 7 | 3 | 3 | 1 | 13 | 8  | +5 |
| 3     | União               | 8   | 7 | 3 | 2 | 2 | 7  | 7  | 0  |
| 4     | Leônico             | 8   | 7 | 3 | 2 | 2 | 7  | 6  | +1 |
| 5     | Anápolis            | 8   | 7 | 2 | 4 | 1 | 6  | 9  | -3 |
| 6     | Gama                | 7   | 7 | 1 | 5 | 1 | 7  | 6  | +1 |
| 7     | Itabuna             | 4   | 7 | 1 | 2 | 4 | 5  | 10 | -5 |
| 8     | Atlético Goianiense | 2   | 7 | 0 | 2 | 5 | 6  | 11 | -5 |

### Grupo D
| Times | Times          | Pts | J | V | E | D | GF | GC | SG  |
| ----- | -------------- | --- | - | - | - | - | -- | -- | --- |
| 1     | Guarani        | 11  | 7 | 5 | 1 | 1 | 16 | 6  | +10 |
| 2     | Coritiba       | 9   | 7 | 4 | 1 | 2 | 9  | 4  | +5  |
| 3     | Juventus       | 8   | 7 | 3 | 2 | 2 | 11 | 9  | +2  |
| 4     | Campo Grande   | 8   | 7 | 3 | 2 | 2 | 4  | 3  | +1  |
| 5     | Botafogo-SP    | 7   | 7 | 3 | 1 | 3 | 5  | 8  | -3  |
| 6     | Grêmio Maringá | 6   | 7 | 1 | 4 | 2 | 6  | 7  | -1  |
| 7     | Cascavel       | 4   | 7 | 1 | 2 | 4 | 7  | 10 | -3  |
| 8     | Serrano        | 3   | 7 | 0 | 3 | 4 | 3  | 14 | -11 |

### Grupo E
| Times | Times         | Pts | J | V | E | D | GF | GC | SG  |
| ----- | ------------- | --- | - | - | - | - | -- | -- | --- |
| 1     | Uberaba       | 11  | 7 | 5 | 1 | 1 | 15 | 6  | +9  |
| 2     | Americano     | 10  | 7 | 4 | 2 | 1 | 17 | 7  | +10 |
| 3     | São Bento     | 10  | 7 | 4 | 2 | 1 | 11 | 8  | +3  |
| 4     | América-MG    | 8   | 7 | 3 | 2 | 2 | 5  | 8  | -3  |
| 5     | América-RJ    | 7   | 7 | 3 | 1 | 3 | 6  | 7  | -1  |
| 6     | Comercial-SP  | 6   | 7 | 2 | 2 | 3 | 8  | 11 | -3  |
| 7     | Volta Redonda | 3   | 7 | 1 | 1 | 5 | 8  | 11 | -3  |
| 8     | Vitória-ES    | 1   | 7 | 0 | 1 | 6 | 4  | 16 | -12 |

### Grupo F
| Times | Times            | Pts | J | V | E | D | GF | GC | SG |
| ----- | ---------------- | --- | - | - | - | - | -- | -- | -- |
| 1     | Palmeiras        | 11  | 7 | 4 | 3 | 0 | 10 | 4  | +6 |
| 2     | Comercial-MS     | 8   | 7 | 2 | 4 | 1 | 11 | 9  | +2 |
| 3     | Internacional-SM | 7   | 7 | 3 | 1 | 3 | 11 | 11 | 0  |
| 4     | São Paulo-RS     | 7   | 7 | 2 | 3 | 2 | 10 | 11 | -1 |
| 5     | Ferroviária      | 7   | 7 | 2 | 3 | 2 | 8  | 8  | 0  |
| 6     | Criciúma         | 6   | 7 | 2 | 2 | 3 | 8  | 10 | -2 |
| 7     | Novo Hamburgo    | 6   | 7 | 2 | 2 | 3 | 8  | 11 | -3 |
| 8     | América-SJRP     | 4   | 7 | 1 | 2 | 4 | 7  | 9  | -2 |

## Segunda Fase
| Pts – Pontos; J – Jogos; V - Vitória; E - Empates; D - Derrotas; GF – gols a favor; GC – gols contra; SG – Saldo de gols |

|  | Clubes Qualificados a disputar a Segunda Fase da Taça Ouro |
|  | Clube Classificados para a Semifinal                       |

### Grupo G
| Times | Times       | Pts | J | V | E | D | GF | GC | SG |
| ----- | ----------- | --- | - | - | - | - | -- | -- | -- |
| 1     | Bahia       | 7   | 4 | 3 | 1 | 0 | 6  | 2  | +4 |
| 2     | Remo        | 3   | 4 | 1 | 1 | 2 | 6  | 5  | +1 |
| 3     | Botafogo-PB | 2   | 4 | 0 | 2 | 2 | 2  | 7  | -5 |

### Grupo H
| Times | Times     | Pts | J | V | E | D | GF | GC | SG |
| ----- | --------- | --- | - | - | - | - | -- | -- | -- |
| 1     | Náutico   | 6   | 4 | 2 | 2 | 0 | 7  | 5  | +2 |
| 2     | Anapolina | 5   | 4 | 2 | 1 | 1 | 7  | 5  | +2 |
| 3     | Tuna Luso | 1   | 4 | 0 | 1 | 3 | 3  | 7  | -4 |

### Grupo I
| Times | Times     | Pts | J | V | E | D | GF | GC | SG |
| ----- | --------- | --- | - | - | - | - | -- | -- | -- |
| 1     | Palmeiras | 5   | 4 | 2 | 1 | 1 | 5  | 3  | +2 |
| 2     | Guarani   | 4   | 4 | 2 | 0 | 2 | 6  | 5  | +1 |
| 3     | Americano | 3   | 4 | 1 | 1 | 2 | 3  | 6  | -3 |

### Grupo J
| Times | Times        | Pts | J | V | E | D | GF | GC | SG |
| ----- | ------------ | --- | - | - | - | - | -- | -- | -- |
| 1     | Uberaba      | 5   | 4 | 1 | 3 | 0 | 3  | 2  | +1 |
| 2     | Comercial-MS | 4   | 4 | 1 | 2 | 1 | 4  | 6  | -2 |
| 3     | Coritiba     | 3   | 4 | 1 | 1 | 2 | 4  | 3  | +1 |

## Semifinais[1]
| Datas      | Datas       | Time 1       | Placar | Placar | Time 2    | Total |
| ---------- | ----------- | ------------ | ------ | ------ | --------- | ----- |
| 7 de Março | 14 de Março | Comercial-MS | 1x2    | 0x3    | Guarani   | 1x5   |
| 7 de Março | 14 de Março | Remo         | 2x3    | 3x4    | Anapolina | 5x7   |

## Finais
| 21 de março de 1981 | Anapolina              | 2 – 4 | Guarani                                 | Estádio Jonas Duarte, Anápolis (GO)                                                                                |
| 21:00               | Nei 48' · Fernando 60' |       | Careca 3' 12' · Lúcio 15' · Miranda 63' | Público: 8,595 pagantes Árbitro: Maurílio José Santiago Auxiliares: Ângelo Antonio Ferrari e Eduardo Gallo de Lima |

| Anapolina | Guarani |

| ANAPOLINA:     |  |               |  |    |
|                |  |               |  |    |
| G              |  | Nilson        |  |    |
| LD             |  | Assis         |  | a' |
| Z              |  | Sidnei        |  |    |
| Z              |  | Ribas         |  |    |
| LE             |  | Nilton        |  |    |
| V              |  | Paulo Sérgio  |  |    |
| M              |  | Nei           |  |    |
| M              |  | Esquerdinha   |  |    |
| A              |  | Jorge Cruz    |  |    |
| A              |  | Fernando      |  |    |
| A              |  | Edu           |  |    |
| Substituição:  |  |               |  |    |
|                |  | Wilson Santos |  | a' |
| Treinador:     |  |               |  |    |
| Március Fleury |  |               |  |    |

| GUARANI:      |  |             |  |    |
|               |  |             |  |    |
| G             |  | Birigüi     |  |    |
| LD            |  | Miranda     |  |    |
| Z             |  | Jayme       |  |    |
| Z             |  | Édson       |  |    |
| LE            |  | Almeida     |  |    |
| V             |  | Edmar       |  |    |
| M             |  | Banana      |  | a' |
| M             |  | Ângelo      |  |    |
| A             |  | Lúcio       |  |    |
| A             |  | Careca      |  |    |
| A             |  | Capitão     |  |    |
| Substituição: |  |             |  |    |
|               |  | Paulo César |  | a' |
| Treinador:    |  |             |  |    |
| Zé Duarte     |  |             |  |    |

| 27 de março de 1981 | Guarani     | 1 – 1 | Anapolina   | Estádio Brinco de Ouro, Campinas (SP)                   |
| 21:00               | Marcelo 21' |       | Osmário 90' | Público: 12,452 pagantes Árbitro: Manuel Serapião Filho |

| Guarani | Anapolina |

| GUARANI:      |  |                |                               |    |
|               |  |                |                               |    |
| G             |  | Birigüi        |                               |    |
| LD            |  | Miranda        |                               |    |
| Z             |  | Jayme          |                               |    |
| Z             |  | Édson          |                               |    |
| LE            |  | Almeida        |                               |    |
| V             |  | Edmar          |                               |    |
| M             |  | Ângelo         |                               |    |
| M             |  | Jorge Mendonça |                               |    |
| A             |  | Lúcio          | Penalizado com cartão amarelo |    |
| A             |  | Marcelo        |                               | a' |
| A             |  | Capitão        | Penalizado com cartão amarelo | b' |
| Substituição: |  |                |                               |    |
|               |  | Paulo César    |                               | a' |
|               |  | Frank          |                               | a' |
| Treinador:    |  |                |                               |    |
| Zé Duarte     |  |                |                               |    |

| ANAPOLINA:     |  |               |                               |    |
|                |  |               |                               |    |
| G              |  | Nilson        |                               |    |
| LD             |  | Assis         |                               | a' |
| Z              |  | Sidnei        |                               |    |
| Z              |  | Ribas         | Penalizado com cartão amarelo |    |
| LE             |  | Nilton        |                               |    |
| V              |  | Paulo Sérgio  |                               |    |
| M              |  | Mário         |                               |    |
| M              |  | Nei           |                               |    |
| A              |  | Jorge Cruz    |                               |    |
| A              |  | Osmário       | Penalizado com cartão amarelo |    |
| A              |  | Esquerdinha   |                               | b' |
| Substituição:  |  |               |                               |    |
|                |  | Wilson Santos |                               | a' |
|                |  | Rodrigues     |                               | b' |
| Treinador:     |  |               |                               |    |
| Március Fleury |  |               |                               |    |

## Classificação[3]
| Tabela de classificação | Tabela de classificação | Tabela de classificação | Tabela de classificação | Tabela de classificação | Tabela de classificação | Tabela de classificação | Tabela de classificação | Tabela de classificação | Tabela de classificação |
| Time | Time                    | PG                      | J                       | V                       | E                       | D                       | GP                      | GC                      | SG                      |
| --- | ----------------------- | ----------------------- | ----------------------- | ----------------------- | ----------------------- | ----------------------- | ----------------------- | ----------------------- | ----------------------- |
| 1 | Guarani                 | 32                      | 15                      | 10                      | 2                       | 3                       | 32                      | 15                      | 17                      |
| 2 | Anapolina               | 26                      | 15                      | 7                       | 5                       | 3                       | 30                      | 23                      | 7                       |
| 3 | Remo                    | 18                      | 12                      | 5                       | 3                       | 4                       | 23                      | 16                      | 7                       |
| 4 | Comercial-MS            | 15                      | 13                      | 3                       | 6                       | 4                       | 16                      | 20                      | -4                      |
| 5 | Americano               | 18                      | 11                      | 5                       | 3                       | 3                       | 20                      | 13                      | 7                       |
| 6 | Coritiba                | 17                      | 11                      | 5                       | 2                       | 4                       | 13                      | 7                       | 6                       |
| 7 | Botafogo-PB             | 14                      | 11                      | 3                       | 5                       | 3                       | 12                      | 14                      | -2                      |
| 8 | Tuna Luso               | 14                      | 11                      | 4                       | 2                       | 5                       | 11                      | 13                      | -2                      |
| 9 | Bahia                   | 25                      | 11                      | 8                       | 1                       | 8                       | 19                      | 9                       | 10                      |
| 10 | Palmeiras               | 22                      | 11                      | 6                       | 4                       | 1                       | 15                      | 7                       | 8                       |
| 11 | Náutico                 | 21                      | 11                      | 5                       | 6                       | 0                       | 19                      | 11                      | 8                       |
| 12 | Uberaba                 | 22                      | 11                      | 6                       | 4                       | 1                       | 18                      | 8                       | 10                      |
| 13 | São Bento               | 14                      | 7                       | 4                       | 2                       | 1                       | 11                      | 8                       | 3                       |
| 14 | Ceará                   | 12                      | 7                       | 3                       | 3                       | 1                       | 12                      | 8                       | 4                       |
| 15 | América-PE              | 12                      | 7                       | 3                       | 3                       | 1                       | 6                       | 5                       | 1                       |
| 16 | Juventus                | 11                      | 7                       | 3                       | 2                       | 2                       | 11                      | 9                       | 2                       |
| 17 | Leônico                 | 11                      | 7                       | 3                       | 2                       | 2                       | 7                       | 6                       | 1                       |
| 18 | Campo Grande            | 11                      | 7                       | 3                       | 2                       | 2                       | 4                       | 3                       | 1                       |
| 19 | União                   | 11                      | 7                       | 3                       | 2                       | 2                       | 7                       | 7                       | 0                       |
| 20 | América-MG              | 11                      | 7                       | 3                       | 2                       | 2                       | 5                       | 8                       | -3                      |
| 21 | Anápolis                | 10                      | 8                       | 2                       | 4                       | 1                       | 6                       | 9                       | -3                      |
| 22 | Internacional-SM        | 10                      | 7                       | 3                       | 1                       | 3                       | 11                      | 11                      | 0                       |
| 23 | America                 | 10                      | 7                       | 3                       | 1                       | 3                       | 6                       | 7                       | -1                      |
| 24 | Botafogo-SP             | 10                      | 7                       | 3                       | 1                       | 3                       | 5                       | 8                       | -3                      |
| 25 | Ferroviária             | 9                       | 7                       | 2                       | 3                       | 2                       | 8                       | 8                       | 0                       |
| 26 | ABC                     | 9                       | 7                       | 2                       | 3                       | 2                       | 10                      | 11                      | -1                      |
| 27 | São Paulo-RS            | 9                       | 7                       | 2                       | 3                       | 2                       | 10                      | 11                      | -1                      |
| 28 | Gama                    | 8                       | 7                       | 1                       | 5                       | 1                       | 7                       | 6                       | 1                       |
| 29 | Central                 | 8                       | 7                       | 2                       | 2                       | 3                       | 7                       | 8                       | -1                      |
| 30 | Criciúma                | 8                       | 7                       | 2                       | 2                       | 3                       | 8                       | 10                      | -2                      |
| 31 | Comercial               | 8                       | 7                       | 2                       | 2                       | 3                       | 8                       | 11                      | -3                      |
| 32 | Novo Hamburgo           | 8                       | 7                       | 2                       | 2                       | 3                       | 8                       | 11                      | -3                      |
| 33 | Guarany                 | 8                       | 7                       | 2                       | 2                       | 3                       | 6                       | 9                       | -3                      |
| 34 | Grêmio Maringá          | 7                       | 7                       | 1                       | 4                       | 2                       | 6                       | 7                       | -1                      |
| 35 | Flamengo-PI             | 7                       | 6                       | 2                       | 1                       | 3                       | 5                       | 6                       | -1                      |
| 36 | Tiradentes-PI           | 7                       | 7                       | 2                       | 1                       | 4                       | 9                       | 11                      | -2                      |
| 37 | Treze                   | 7                       | 7                       | 2                       | 1                       | 4                       | 8                       | 11                      | -3                      |
| 38 | Confiança               | 7                       | 7                       | 2                       | 1                       | 4                       | 7                       | 10                      | -3                      |
| 39 | Maranhão                | 7                       | 7                       | 2                       | 1                       | 4                       | 9                       | 13                      | -4                      |
| 40 | Rio Negro-AM            | 7                       | 7                       | 2                       | 1                       | 4                       | 5                       | 9                       | -4                      |
| 41 | ASA                     | 6                       | 7                       | 1                       | 3                       | 3                       | 5                       | 7                       | -2                      |
| 42 | América-SJRP            | 5                       | 7                       | 1                       | 2                       | 4                       | 7                       | 9                       | -2                      |
| 43 | Cascavel                | 5                       | 7                       | 1                       | 2                       | 4                       | 7                       | 10                      | -3                      |
| 44 | Itabuna                 | 5                       | 7                       | 1                       | 2                       | 4                       | 5                       | 10                      | -5                      |
| 45 | Volta Redonda           | 4                       | 7                       | 1                       | 1                       | 5                       | 8                       | 11                      | -3                      |
| 46 | Serrano                 | 3                       | 7                       | 0                       | 3                       | 4                       | 3                       | 14                      | -11                     |
| 47 | Atlético Goianiense     | 2                       | 7                       | 0                       | 2                       | 5                       | 6                       | 11                      | -5                      |
| 48 | Vitória-ES              | 1                       | 7                       | 0                       | 1                       | 6                       | 4                       | 16                      | -12                     |
| PG – Pontos ganhos; J – Jogos disputados; V - Vitórias; E - Empates; D - Derrotas; GP – Gols pró; GC – Gols contra; SG – Saldo de gols |                         |                         |                         |                         |                         |                         |                         |                         |                         |

Classificação
|  |                                                                      |
|  | Campeão e promovido a Série A de 1982                                |
|  | Vice-campeão e promovido a Série A de 1982                           |
|  | Subiram para a Série A de 1981, pois foram primeiros nos seus grupos |

## Campeão
| Campeonato Brasileiro - Série B 1981      |
| ----------------------------------------- |
| Guarani Futebol Clube Campeão (1º título) |